# South Cambridgeshire

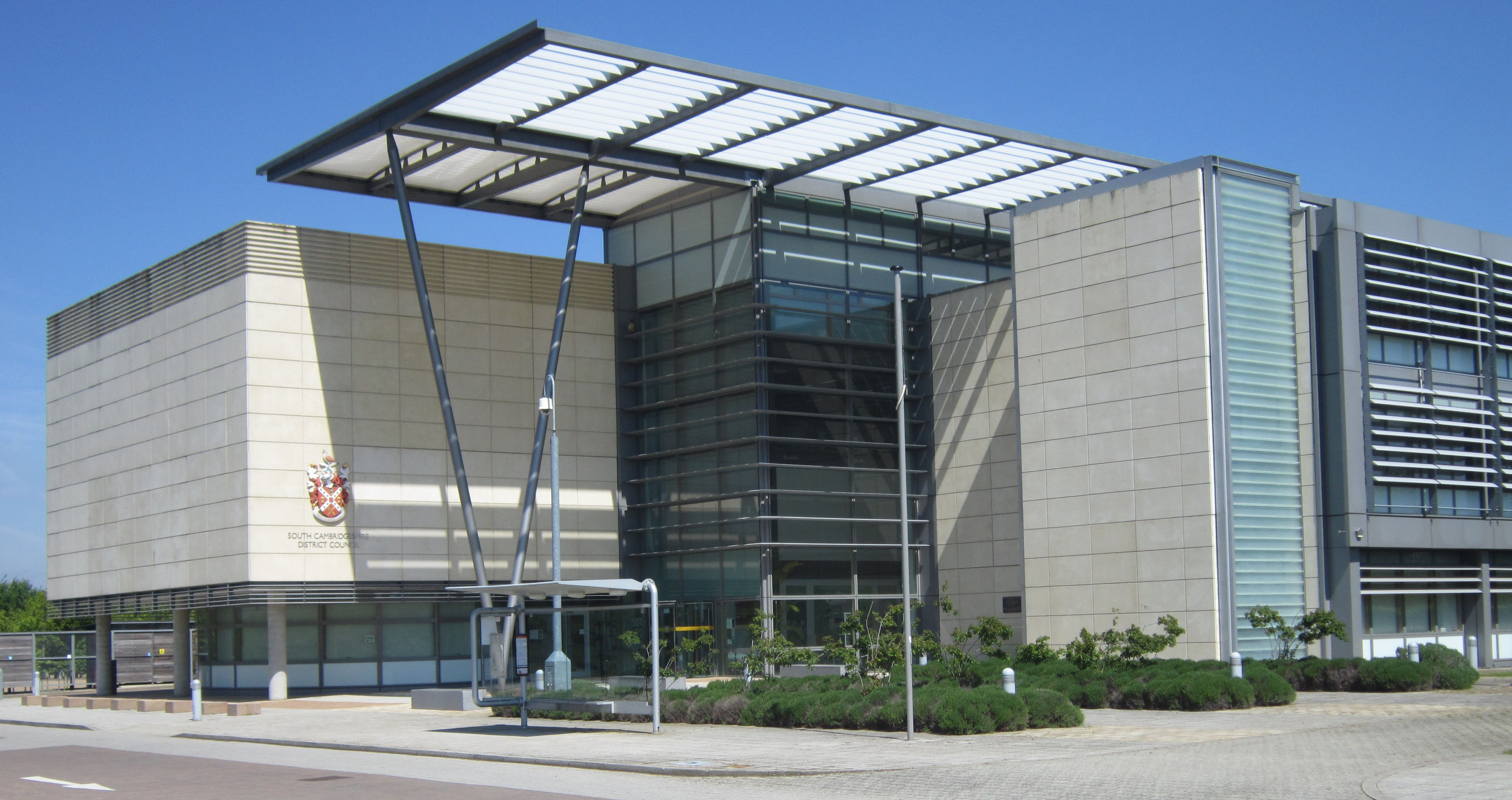
Siège du district à Cambourne.

Le South Cambridgeshire (littéralement « Cambridgeshire du Sud ») est un district non métropolitain du Cambridgeshire, en Angleterre, dont le siège est Cambourne.

## Géographie
Le district s'étend sur 901,63 km2 et occupe le sud du Cambridgeshire. La ville de Cambridge n'en fait pas partie et constitue une enclave dans son territoire.
Il comprend les paroisses civiles suivantes :
| - Abington Pigotts - Arrington - Babraham - Balsham - Bar Hill - Barrington - Bartlow - Barton - Bassingbourn cum Kneesworth - Bourn - Boxworth – Caldecote - Cambourne - Carlton - Castle Camps - Caxton - Childerley - Chishills - Chittering - Comberton - Conington - Coton - Cottenham - Croxton - Croydon | - Dry Drayton - Duxford - Elsworth - Eltisley - Fen Ditton - Fen Drayton - Fowlmere - Foxton - Fulbourn - Gamlingay - Girton - Grantchester - Graveley - Great Abington - Great Eversden - Great Shelford - Great Wilbraham - Guilden Morden - Hardwick - Harlton - Harston | - Haslingfield - Hatley - Hauxton - Heydon - Hildersham - Hinxton - Histon - Horningsea - Horseheath - Ickleton - Impington - Kingston - Knapwell - Landbeach - Linton - Litlington - Little Abington - Little Eversden - Little Gransden - Little Shelford - Little Wilbraham | - Lolworth - Longstanton - Longstowe - Madingley - Melbourn - Meldreth - Milton - Newton - Oakington - Orchard Park - Orwell - Over - Pampisford - Papworth Everard - Papworth St Agnes - Rampton - Sawston - Shepreth - Shingay cum Wendy - Shudy Camps - Six Mile Bottom - Stapleford | - Steeple Morden - Stow cum Quy - Swavesey - Tadlow - Teversham - Thriplow & Heathfield - Toft - Waterbeach - West Wickham - West Wratting - Weston Colville - Whaddon - Whittlesford - Willingham - Wimpole |

## Histoire
Le district est créé le 1er avril 1974, en vertu du Local Government Act de 1972, par la fusion des districts ruraux de Chesterton et du South0 Cambridgeshire. Depuis la fusion du district du Herefordshire avec Hereford en 1998, il est le seul district d'Angleterre en enclavant un autre.

## Démographie
| 2012    | 2021    |
| ------- | ------- |
| 151 100 | 162 119 |

## Politique et administration
Le comté est dirigé par un conseil de 45 membres, élus pour un mandat de quatre ans. Les dernières élections ont eu lieu le 5 mai 2022. Les Libéraux-démocrates  détiennent le contrôle du conseil depuis 2018.